# Digitaria nematostachya
Digitaria nematostachya är en gräsart som först beskrevs av Frederick Manson Bailey, och fick sitt nu gällande namn av Johannes Jan Theodoor Henrard. Digitaria nematostachya ingår i släktet fingerhirser, och familjen gräs. Inga underarter finns listade i Catalogue of Life.